# Temporada 1992-93 de Los Angeles Lakers
La temporada 1992-93 fue la cuadragésimo quinta de los Lakers en la NBA, y la trigésimo tercera en su ubicación en Los Ángeles, California. La temporada regular acabaron con 39 victorias y 43 derrotas, ocupando el octavo puesto de la Conferencia Oeste, clasificándose para los playoffs en los que cayeron en primera ronda ante los Phoenix Suns.

## Elecciones en elDraft
| Ronda | Puesto | Jugador        | Posición | Nacionalidad   | Universidad/Club    |
| ----- | ------ | -------------- | -------- | -------------- | ------------------- |
| 1     | 15     | Anthony Peeler | Escolta  | Estados Unidos | Missouri            |
| 2     | 36     | Duane Cooper   | Base     | Estados Unidos | Southern California |

## Temporada regular
| División Pacífico        | División Pacífico | División Pacífico | División Pacífico | División Pacífico | División Pacífico | División Pacífico | División Pacífico | División Pacífico |
| Equipo                   | G                 | P                 | %                 | PD                | Casa              | Fuera             | Div               |                   |
| ------------------------ | ----------------- | ----------------- | ----------------- | ----------------- | ----------------- | ----------------- | ----------------- | ----------------- |
| y-Phoenix Suns           | 62                | 20                | .756              | —                 | 35–6              | 27–14             | 21–9              |                   |
| x-Seattle SuperSonics    | 55                | 27                | .671              | 7                 | 33–8              | 22–19             | 22–8              |                   |
| x-Portland Trail Blazers | 51                | 31                | .622              | 11                | 30–11             | 21–20             | 19–11             |                   |
| x-Los Angeles Clippers   | 41                | 41                | .500              | 21                | 27–14             | 14–27             | 15–15             |                   |
| x-Los Angeles Lakers     | 39                | 43                | .476              | 23                | 20–21             | 19–22             | 13–17             |                   |
| Golden State Warriors    | 34                | 48                | .415              | 28                | 19–22             | 15–26             | 9–21              |                   |
| Sacramento Kings         | 25                | 57                | .305              | 37                | 16–25             | 9–32              | 6–24              |                   |

## Playoffs

### Primera ronda
Phoenix Suns vs. Los Angeles Lakers 
| Fecha       | Partido                                  | Ciudad      |
| ----------- | ---------------------------------------- | ----------- |
| 30 de abril | Phoenix Suns 103, Los Angeles Lakers 107 | Phoenix     |
| 2 de mayo   | Phoenix Suns 81, Los Angeles Lakers 86   | Phoenix     |
| 4 de mayo   | Los Angeles Lakers 102, Phoenix Suns 107 | Los Ángeles |
| 6 de mayo   | Los Angeles Lakers 86, Phoenix Suns 101  | Los Ángeles |
| 9 de mayo   | Phoenix Suns 112, Los Angeles Lakers 104 | Phoenix     |
|             | Phoenix Suns gana las series 3-2         |             |

## Estadísticas

### Temporada regular
| Rk | Jugador         | Edad | P  | PT | MP   | TC  | TCI  | %TC  | T3  | T3I | %T3  | TL  | TLI | %TL  | RO  | RD  | RT  | AS  | RB  | TAP | BP  | FP  | PTS  |
| -- | --------------- | ---- | -- | -- | ---- | --- | ---- | ---- | --- | --- | ---- | --- | --- | ---- | --- | --- | --- | --- | --- | --- | --- | --- | ---- |
| 1  | Sedale Threatt  | 31   | 82 | 82 | 35.3 | 6.4 | 12.5 | .508 | 0.2 | 0.6 | .264 | 2.2 | 2.6 | .823 | 0.6 | 2.8 | 3.3 | 6.9 | 1.7 | 0.1 | 2.1 | 3.0 | 15.1 |
| 2  | A.C. Green      | 29   | 82 | 55 | 34.4 | 4.6 | 8.6  | .537 | 0.2 | 0.6 | .348 | 3.4 | 4.6 | .739 | 3.5 | 5.2 | 8.7 | 1.4 | 1.1 | 0.5 | 1.4 | 1.8 | 12.8 |
| 3  | Sam Perkins     | 31   | 49 | 49 | 32.4 | 4.9 | 10.8 | .459 | 0.1 | 0.6 | .172 | 3.8 | 4.5 | .829 | 2.3 | 5.5 | 7.7 | 2.6 | 0.8 | 1.0 | 1.6 | 2.8 | 13.7 |
| 4  | Vlade Divac     | 24   | 82 | 69 | 30.8 | 4.8 | 10.0 | .485 | 0.3 | 0.9 | .280 | 2.9 | 4.2 | .689 | 2.7 | 6.2 | 8.9 | 2.8 | 1.6 | 1.7 | 2.6 | 3.8 | 12.8 |
| 5  | Byron Scott     | 31   | 58 | 53 | 28.9 | 5.1 | 11.4 | .449 | 0.8 | 2.3 | .326 | 2.7 | 3.2 | .848 | 0.5 | 1.8 | 2.3 | 2.7 | 0.9 | 0.2 | 1.2 | 1.7 | 13.7 |
| 6  | James Worthy    | 31   | 82 | 69 | 28.8 | 6.2 | 13.9 | .447 | 0.4 | 1.4 | .270 | 2.1 | 2.6 | .810 | 0.9 | 2.1 | 3.0 | 3.4 | 1.1 | 0.3 | 1.7 | 1.1 | 14.9 |
| 7  | Anthony Peeler  | 23   | 77 | 11 | 21.5 | 3.9 | 8.2  | .468 | 0.6 | 1.5 | .390 | 2.1 | 2.7 | .786 | 0.8 | 1.5 | 2.3 | 2.2 | 0.8 | 0.2 | 1.6 | 2.5 | 10.4 |
| 8  | Elden Campbell  | 24   | 79 | 13 | 19.6 | 3.0 | 6.6  | .458 | 0.0 | 0.0 | .000 | 1.6 | 2.6 | .637 | 1.6 | 2.6 | 4.2 | 0.6 | 0.7 | 1.3 | 0.9 | 2.1 | 7.7  |
| 9  | Doug Christie   | 22   | 23 | 0  | 14.4 | 2.0 | 4.6  | .425 | 0.1 | 0.5 | .167 | 2.2 | 2.9 | .758 | 1.0 | 1.2 | 2.2 | 2.3 | 1.0 | 0.2 | 2.2 | 2.3 | 6.2  |
| 10 | Tony Smith      | 24   | 55 | 9  | 13.7 | 2.4 | 5.0  | .484 | 0.0 | 0.2 | .182 | 1.1 | 1.5 | .756 | 0.8 | 0.7 | 1.6 | 1.1 | 0.9 | 0.1 | 0.7 | 1.3 | 6.0  |
| 11 | James Edwards   | 37   | 52 | 0  | 11.9 | 2.3 | 5.2  | .452 | 0.0 | 0.0 |      | 1.6 | 2.3 | .712 | 0.6 | 1.3 | 1.9 | 0.8 | 0.2 | 0.1 | 1.0 | 2.3 | 6.3  |
| 12 | Benoit Benjamin | 28   | 28 | 0  | 10.9 | 1.9 | 3.9  | .481 | 0.0 | 0.0 |      | 0.8 | 1.3 | .595 | 0.9 | 2.6 | 3.4 | 0.4 | 0.5 | 0.5 | 1.3 | 2.2 | 4.5  |
| 13 | Duane Cooper    | 23   | 65 | 0  | 9.9  | 1.0 | 2.4  | .392 | 0.1 | 0.5 | .233 | 0.4 | 0.5 | .714 | 0.2 | 0.6 | 0.8 | 2.3 | 0.3 | 0.0 | 1.1 | 1.0 | 2.4  |
| 14 | Alex Blackwell  | 22   | 27 | 0  | 4.0  | 0.5 | 1.6  | .333 | 0.0 | 0.1 | .000 | 0.2 | 0.3 | .750 | 0.4 | 0.5 | 0.9 | 0.3 | 0.1 | 0.1 | 0.2 | 0.5 | 1.3  |

### Playoffs
| Rk | Jugador        | Edad | P | PT | MP   | TC  | TCI  | %TC  | T3  | T3I | %T3  | TL  | TLI | %TL  | RO  | RD  | RT   | AS  | RB  | TAP | BP  | FP  | PTS  |
| -- | -------------- | ---- | - | -- | ---- | --- | ---- | ---- | --- | --- | ---- | --- | --- | ---- | --- | --- | ---- | --- | --- | --- | --- | --- | ---- |
| 1  | A. C. Green    | 29   | 5 | 5  | 44.0 | 3.6 | 8.4  | .429 | 0.0 | 1.0 | .000 | 2.6 | 4.2 | .619 | 5.2 | 9.4 | 14.6 | 2.6 | 1.4 | 0.6 | 1.8 | 2.8 | 9.8  |
| 2  | Sedale Threatt | 31   | 5 | 5  | 41.0 | 7.8 | 17.8 | .438 | 0.6 | 2.6 | .231 | 1.8 | 2.4 | .750 | 0.6 | 2.8 | 3.4  | 8.0 | 2.6 | 0.2 | 2.4 | 3.8 | 18.0 |
| 3  | Elden Campbell | 24   | 5 | 5  | 35.6 | 5.8 | 13.8 | .420 | 0.0 | 0.0 |      | 2.4 | 4.8 | .500 | 3.4 | 5.0 | 8.4  | 1.4 | 1.2 | 2.4 | 2.4 | 3.0 | 14.0 |
| 4  | Byron Scott    | 31   | 5 | 5  | 35.4 | 4.2 | 8.4  | .500 | 1.6 | 3.0 | .533 | 3.6 | 4.6 | .783 | 0.0 | 2.2 | 2.2  | 1.8 | 1.0 | 0.0 | 0.8 | 2.2 | 13.6 |
| 5  | Vlade Divac    | 24   | 5 | 5  | 33.4 | 7.4 | 14.8 | .500 | 0.8 | 1.8 | .444 | 2.4 | 4.4 | .545 | 3.4 | 6.0 | 9.4  | 5.6 | 1.2 | 2.4 | 2.2 | 4.4 | 18.0 |
| 6  | James Worthy   | 31   | 5 | 0  | 29.6 | 6.4 | 17.2 | .372 | 0.4 | 1.6 | .250 | 0.6 | 1.0 | .600 | 1.4 | 2.0 | 3.4  | 2.6 | 1.0 | 0.0 | 1.4 | 2.2 | 13.8 |
| 7  | Tony Smith     | 24   | 5 | 0  | 14.6 | 2.6 | 5.0  | .520 | 0.4 | 0.8 | .500 | 1.2 | 1.8 | .667 | 1.0 | 0.6 | 1.6  | 0.4 | 0.2 | 0.2 | 0.6 | 2.8 | 6.8  |
| 8  | Doug Christie  | 22   | 5 | 0  | 7.8  | 0.8 | 2.2  | .364 | 0.2 | 0.6 | .333 | 0.0 | 0.0 |      | 0.2 | 0.6 | 0.8  | 1.2 | 0.4 | 0.4 | 0.8 | 1.0 | 1.8  |
| 9  | James Edwards  | 37   | 3 | 0  | 4.7  | 1.0 | 1.3  | .750 | 0.0 | 0.0 |      | 0.0 | 0.0 |      | 0.0 | 0.7 | 0.7  | 0.0 | 0.0 | 0.0 | 0.3 | 0.7 | 2.0  |
| 10 | Duane Cooper   | 23   | 2 | 0  | 2.0  | 0.0 | 3.0  | .000 | 0.0 | 1.5 | .000 | 0.0 | 0.0 |      | 1.0 | 0.0 | 1.0  | 0.5 | 0.0 | 0.0 | 0.0 | 0.0 | 0.0  |